# Конгрес по албанска ортография
Конгресът по албанска ортография (на албански: Kongresi i Drejtshkrimit) се провежда в Тирана през 1972 г. Той създава за първи път унифицирани правописни правила на албанския език, които са в сила до днес. 
Усилията на създаване на единни правила за правопис на албански език започват през 1916 г. от Албанската литературна комисия в Шкодра. След Втората световна война различията в ортографията между Албания и албанците от съседните държави стават видими. Създаването на Университета в Прищина и разпространението на албанска литература в Югославия налагат унификация. Първите сериозни опити за стандартизация датират от 60-те години на 20 век посредством създадените правила за правопис на албански език по съвместен проект на Университета в Тирана и Института по лингвистика и литература, под ръководството на Андрокли Косталари.  Като югославска реакция на общоалбанската инициатива от Тирана, се провежда лингвистична конференция в Прищина през 1968 г., където е въведен литературен стандарт на основата на северния диалект на т.нар. геги.
В крайна сметка в Тирана от 20 до 25 септември 1972 година се провежда конгреса под мотото „Един народ, един език“.  Той е организиран от Института по лингвистика и литература (на албански: Instituti i gjuhësisë) и Университета в Тирана. 87 делегати от Албания, Югославия и Гърция взимат участие в този лингвистичен форум.  Конгресът приема резолюция с която установява правилата и принципите на стандартизирания албански правопис, разработени дотогава. 
След промените в Централна и Източна Европа от 1989 г. американският философ, писател, поет и литературен критик от албански произход Арши Пипа разкритикува стандарта като комунистически и лансиран и наложен от Косталари, който единствен от всичките 87 делегати на конгреса е хабилитиран извън Албания и Югославия (само още петима делегати са хабилитирани в чужбина по това време и то в бивша Югославия), а именно в Съветския съюз. Кристо Фрашери отхвърля тези критики, като несъстоятелни и (външно)политически мотивирани.
Делегат на конгреса от Народна република България е Бойка Соколова от Института по балканистика към БАН. 